# Саутгемптон (Бермудские острова)
Саутгемптон (англ. Southampton Parish) — один из девяти округов (parishes) Бермудских островов. Название округу дано в честь Генри Ризли, 3-го графа Саутгемптона (1573—1624). Население 6 633 человек (2010).

## География
Округ расположен на юго-западе цепочки островов, занимая всю западную часть главного острова, за исключением западной оконечности (которая относится к округу Сэндис. Округ включает в себя южную точку цепочки островов, а его северное побережье составляет большую часть акватории Литл Саунд (входящей в свою очередь в Грейт Саунд — большое водное пространство, преобладающее в географии западных Бермуд. На востоке Саутгемптон граничит с округом Уорик. Вся площадь округа составляет 5,8 км².

## Достопримечательности
Природные достопримечательности Саутгемптона включают в себя заливы Уэйли, Чарч, Хорсшу и залив Ридделса.
Другими достопримечательностями округа являются форт залива Уэйли и маяк Гиббс Хилл, стоящий в наивысшей точке островной цепи.